# Psicomotricità
La psicomotricità è una disciplina che identifica un insieme di pratiche che utilizzano come principale strumento il gioco e soprattutto il gioco del movimento per accompagnare, e se necessario aiutare, l'evoluzione e lo sviluppo della personalità, intesa come unità di corpo, mente ed emozione, nelle diverse fasi della crescita e della vita.
Sviluppata in Francia da Bernard Aucouturier e André Lapierre, si basa principalmente sull'osservazione dei giochi e delle azioni spontanee dei bambini. La buona riuscita del percorso diminuisce le difficoltà che il bambino può incontrare nel suo processo maturativo, ed è indicata ai bambini fino agli 8 anni di età.

## Modalità di svolgimento della seduta
La seduta di psicomotricità può svolgersi individualmente o in un piccolo gruppo. Il percorso è formato da incontri con una frequenza stabilita in precedenza fino al conseguimento degli obiettivi.
Nonostante il gioco psicomotorio sia una attività libera, essa non è priva di struttura, ma ordinata in fasi e rituali precisi.
Il bambino alla nascita si ritrova davanti un mondo che gli appare confuso e caotico: ciò lo spaventa e lo spinge a cercare un ordine e ad accettare quello che gli viene proposto. Un approccio troppo rigido da parte degli adulti, tuttavia, potrebbe spingerlo ad agire in modo caotico e aggressivo quando si sentirà libero di agire; allo stesso modo la scarsa presenza di un adulto potrebbe confonderlo, non fornendogli alcun punto di riferimento. Il gioco psicomotorio prevede il libero arbitrio del bambino, che potrà scegliere quali giochi fare con gli oggetti e le situazioni proposte dallo psicomotricista, ma prevede anche una precisa struttura.
La durata della seduta di psicomotricità varia a seconda dell'età, ma solitamente non dura più di 60 minuti. All'inizio del percorso è possibile che il bambino, trovandosi in un ambiente nuovo, si senta a disagio e voglia terminare prima del tempo previsto la seduta, oppure voglia prolungarla qualora abbia bisogno di più tempo per sviluppare il gioco. Quando il bambino si sentirà a suo agio con l'ambiente e lo psicomotricista gli sarà naturale acquisire il tempo di gioco che gli viene proposto, ossia quello ritenuto adatto alla sua completa espressione, e mantenerlo nel tempo, a dimostrazione del fatto che ha bisogno di dare un ordine a ciò che fa.
Ogni seduta si suddivide in una fase iniziale, una centrale e una finale.
1. Durante la fase iniziale, dopo che lo psicomotricista ha dato il permesso di iniziare a giocare, il bambino cerca il gioco sensomotorio: è un momento caotico in cui tutti i bambini si lanciano nella stanza esprimendo il piacere di muoversi. Questo momento li fa sentire liberi e autonomi, e permette loro di conoscere il proprio potere e di crescere in autonomia.
2. Nella fase centrale il gioco si differenzia: ogni bambino sceglie il proprio gioco e vi dedica la maggior parte del tempo. Il gioco scelto potrebbe cambiare a ogni seduta oppure prolungarsi.
3. Nella fase finale, circa 10 minuti prima dello scadere dell'ora, tutti i bambini dimostrano un calo d'interesse e cominciano a ripetere ritmicamente alcuni gesti senza dimostrare alcuna soddisfazione.

La seduta viene preceduta e conclusa da un rituale di inizio e uno di fine che aiutano i bambini a scandire meglio la durata di essa. Il rituale di inizio comincia già appena i bambini arrivano e indossano abiti più comodi per giocare e lo psicomotricista chiacchiera, li aiuta e li accompagna in sala; ma il vero rituale di inizio viene deciso dallo psicomotricista e spesso consiste nel formare una fila per entrare ordinatamente in sala pronunciando una filastrocca. Una volta entrati lo psicomotricista spiega alcune semplici regole, come il non farsi male o non uscire dall'aula. Il rituale di fine inizia quando lo psicomotricista mette della musica e richiama tutti i bambini facendoli ballare insieme. Si passa quindi da un gioco spontaneo a uno più guidato. L'adulto, infatti tende a cambiare la propria posizione durante le diverse fasi della seduta: mentre i bambini giocano liberamente siede al centro della sala e gira per la stanza mantenendosi all'altezza dei bambini, durante il rituale di fine si alza in piedi ricordando ai bambini di essere un adulto. Quando la musica finisce lo psicomotricità guida i bambini nel rimettere in ordine la sala e una volta finito, tutti insieme, in ordine escono.
La sala deve essere un ambiente accogliente: né troppo piccola, in quanto potrebbe limitare i bambini non permettendo loro di esprimersi liberamente, né troppo grande, perché potrebbe spingerli in uno stato di confusione. Deve essere adeguata al numero di bambini e alla loro età. Solitamente è fatta da una pavimentazione in legno per favorire il movimento; sulle pareti vengono appesi alcuni specchi per permettere ai bambini di osservare i propri movimenti. È il bambino stesso a rivestire la stanza di significati: la parte centrale è il luogo dove si sente più libero di sperimentare, vicino alle pareti si sente più al sicuro. Solitamente viene inserita ‘la casa dello psicomotricista' un materassino o qualsiasi altra postazione, collocata a metà di una parete; la sua funzione è quella di garantire ai bambini un luogo sicuro dove incontrare l'adulto.

## Lo psicomotricista
Lo psicomotricista deve dimostrarsi disponibile nei confronti della diversità di ogni bambino, riconoscendo e dando valore a ogni caratteristica. Il suo obiettivo è quello di accompagnare il bambino verso una maturazione equilibrata attraverso esperienze rassicuranti.
L'operatore in psicomotricità ha il compito di osservare silenziosamente il bambino, descrivere e dare e un significato alle sue azioni. Il bambino riceve dall'adulto che lo osserva un riconoscimento: non si tratta di una valutazione (il bambino non viene in alcun modo giudicato o limitato dallo psicomotricista) ma di un incoraggiamento.
Il programma di formazione di uno psicomotricista ha tra gli obiettivi principali lo sviluppo della capacità di usare il corpo in modo integrato nella relazione con i bambini, al fine di comprendere al meglio il loro linguaggio non verbale e proporre le migliori condizioni relazionali.
Tale lavoro richiede allo psicomotricista un coinvolgimento importante: la sua personalità incontra quella del bambino e diventa ciò che lo guida nella sua crescita. È proprio la qualità della relazione che si instaura tra lo psicomotricista e il bambino (oltre alle esperienze di gioco proposte) che determinano la buona riuscita del percorso. Una parte sostanziale del percorso di formazione professionale dello psicomotricista è dedicata a una formazione personale alla relazione. Per evitare che la valutazione del bambino venga contaminata dalla soggettività dell'operatore è utile che egli si confronti con altri educatori.

## La pratica psicomotoria

### Il gioco
Nei primi anni di vita di un bambino, il corpo ed il movimento hanno un ruolo fondamentale nel favorire il processo maturativo della sua vita psichica.
Nel gioco si crea una combinazione della dimensione fisica e di quella emozionale che trasmette al bambino una sensazione di piacere e divertimento; il gioco, tuttavia, non deve essere visto dall'adulto solo come un momento di divertimento ma come un mezzo utilizzato dal bambino per esprimersi e comunicare con il mondo esterno.
Attraverso il gioco il bambino può:
- Esprimere le proprie emozioni
- Modellare la realtà e renderla per lui più comprensibile
- Riconoscersi e farsi riconoscere come soggetto
- Modellare le proprie emozioni così che non diventino impulsi
- Rendersi autonomo, poiché il gioco promuove l'integrazione di regole e limiti

Il fine della psicomotricità è quello di dare un significato a ciò che i bambini usano per esprimersi.
La psicomotricità riconosce che l'attività motoria sia vitale per lo sviluppo di un bambino (al pari del nutrimento) e per tale motivo predispone l'ambiente più adatto affinché il bambino possa agire autonomamente.

### Strategie di relazione
Il metodo psicomotorio può avere finalità diverse: può trattarsi di un percorso educativo, riabilitativo oppure terapeutico. Per la buona riuscita di tutti i percorsi è necessario che lo psicomotricista sviluppi una relazione con il bambino, ciò avviene attraverso il corpo, ossia il canale privilegiato dei bambini, usando il gioco, in modo da facilitare la relazione corporea. Le strategie comportamentali usate dagli psicomotricisti per relazionare sono l'ascolto, l'osservazione e l'imitazione.
1. Ascolto: almeno fino ai 7 anni, il bambino parla attraverso il corpo oppure si esprime attraverso l'oggetto che sta usando. Lo psicomotricista ha il compito di decodificare il messaggio del bambino, cercando di decifrare un linguaggio che anch'egli ha usato da bambino: per farlo deve mettere da parte la sua dimensione adulta e mettersi in ascolto.
2. Osservazione: per cogliere il linguaggio particolare del bambino (o del gruppo di bambini) è necessario un periodo di osservazione, nel quale cogliere le diverse emozioni in risposta ai diversi stimoli, così da coglierne le peculiarità.
3. Imitazione: successivamente è lo psicomotricista a presentare il proprio modello comunicativo avvicinandosi al bambino solo quando quest'ultimo sarà pronto e quando l'avvicinamento non farà scaturire un atteggiamento di difesa. Lo psicomotricista comincia a relazionarsi al bambino imitandolo, cioè cambiando il proprio modello comunicativo e adattandosi a quello dell'altro. Nella pratica, ne imita le espressioni, i movimenti o le reazioni, così che il bambino lo veda come qualcuno di simile a lui, che gioca e si diverte.

Le tre strategie hanno il fine di creare un'atmosfera di empatia, grazie alla quale il bambino si avvicina spontaneamente all'adulto, provando piacere nello stare insieme. La comunicazione che si crea è fatta di piccoli gesti, espressioni, posizioni del corpo che hanno una forte carica emozionale e rivelano, attraverso il gioco, il modo con cui alcune esperienze hanno influenzato positivamente o negativamente la vita psichica del bambino. Lo psicomotricista ripropone più volte le esperienze significative, permettendo al bambino di riviverle ma con risvolti diversi, questa volta positivi.

## La psicomotricità analitico-relazionale (detta anche dinamico-relazionale)
La psicomotricità analitico-relazionale secondo il metodo del linguaggio primario si basa sul gioco libero senza esercizi prestabiliti, in cui ogni partecipante mette in scena liberamente il proprio bagaglio di significati e scopre la propria via (anche quella del cambiamento) nella relazione con l'altro. Il conduttore considera la propria persona ed il proprio corpo come parte integrante del gioco di relazione e attraverso il gioco stesso sostiene l'evoluzione e la crescita dei partecipanti.
La psicomotricità relazionale utilizza quindi il gioco come una dimensione dove tutto può essere sperimentato senza conseguenze e senza sensi di colpa, utilizza il corpo come luogo fondante di tutte le comunicazioni, ed infine utilizza anche degli oggetti speciali, meglio dette Forme, che hanno la capacità di mettere in movimento le immagini antiche che stanno dentro di noi e di restituire il senso del nostro agire. 
Queste forme sono la palla, il cerchio, la corda, il bastone, la forma informe.
Il bambino, utilizzando questi oggetti nel gioco, ha la possibilità di scaricare le tensioni interne, di riproporre le proprie emozioni, anche conflittuali, legate alle esperienze della quotidianità, e di elaborare nuove strategie per viverle più serenamente. Il bambino in questo modo trova un'occasione per scoprire le proprie capacità creative, sperimentarle e svilupparle in un ambiente favorevole. Questo è possibile perché gli oggetti utilizzati negli incontri psicomotori hanno la peculiarità, date le loro caratteristiche specifiche, di permettere al bambino di affrontare gli aspetti della sua crescita: il rapporto con le figure genitoriali, con i coetanei, con le richieste dell'ambiente.